# Sette neoplatonici emigrati in Persia
I sette neoplatonici emigrati in Persia furono sette filosofi greci che intorno al 530 si recarono per qualche tempo alla corte sasanide.
Dopo la chiusura dell'Accademia di Atene da parte di Giustiniano I nel 529 sette membri neoplatonici dell'Accademia emigrarono in Persia, che all'epoca era in guerra contro l'Impero romano d'Oriente, accettando l'invito di Cosroe I, o, più probabilmente, del suo predecessore Kavad I (498-531). 
Essi erano:
- Simplicio
- Damascio, che era a capo dell'Accademia di Atene al momento della sua chiusura
- Prisciano Lidio
- Diogene il Fenicio
- Ermia o Ermiade il Fenicio
- Isidoro di Gaza
- Eulamo o Eulamio di Frigia.

I filosofi trascorsero certamente del tempo alla corte di Cosroe I. Successivamente, in seguito ad un accordo stipulato tra il sovrano sasanide e Giustiniano, fu loro concesso di ritornare in patria. Secondo la testimonianza di Agazia Scolastico ciò avvenne nel settembre del 532. 
L'episodio dell'emigrazione in Persia di questi filosofi, sul quale disponiamo di un'unica fonte (che scrisse a cinquant'anni di distanza), riveste un duplice interesse. In primo luogo potrebbe aver contribuito all'interesse per il neoplatonismo avvertibile in Oriente ancora in epoca preislamica. Inoltre questi intellettuali potrebbero aver trovato in Persia scritti greci non più disponibili in Occidente: ad esempio Simplicio è l'unica nostra fonte sull'opera perduta di Ipparco sulla gravità  e Prisciano Lidio è la nostra migliore fonte sull'opera di Posidonio sulle maree.

### Fonti antiche
- Agazia Scolastico, Storie, 30-31.